# Conjugación de verbos regulares en catalán
En la lengua catalana hay tres conjugaciones verbales cuya vocal temática caracteriza el verbo como perteneciente a una conjugación, y que en general aparece en el infinitivo al lado de una -r que es la desinencia de infinitivo propiamente dicha.

## Introducción
Existen cinco modelos de conjugaciones verbales.
| Conjugación | Vocal temática | Infinitivos modelos | Latín    |
| ----------- | -------------- | ------------------- | -------- |
| I           | -a             | estudi-ar           | STUDIĀRE |
| IIa         | -e-            | tém-er              | TEMĒRE   |
| IIb         | -e-            | perd-re             | PERDĔRE  |
| IIIa        | -i-            | serv-ir             | SERVĪRE  |
| IIIb        | -i-            | dorm-ir             | DORMĪRE  |

En el modelo IIIa, perteneciente a la tercera conjugación, como dormir (conjugación pura), están los verbos llamados incoativos, como "servir", que añaden un pseudomorfema (-eix- en el Catalán Central, con una gran variación dialectal) en determinadas formas.
Frecuentemente se identifica la conjugación de los verbos por el acabado de infinitivo, pero hay unos pocos casos de verbos irregulares en infinitivos, que se caracterizan, precisamente, por la ausencia de vocal temática. Estos casos son, por ejemplo, "dir" y "dur". Podemos reconocer su conjugación por el gerundio, en el que sí encontramos la vocal temática.
| Infinitivo | Gerundio    | Vocal temática | Modelo de conjugación |
| ---------- | ----------- | -------------- | --------------------- |
| di + r     | di + e + nt | -e-            | II b                  |
| du + r     | du + e + nt | -e-            | II b                  |

A continuación se recogen todas las formas de uso general para los siguientes grandes dialectos catalanes: variedades centrales (C), noroccidentales (N), roselloneses (R), valencianos (V), de valenciano muy formal (VF), y baleáricos (B). Cada uno de estos presentan variaciones en la morfología verbal, y todas están consideradas como correctas y, por tanto, parte de la lengua normativa. Los verbos en cursiva son formas pertenecientes al ámbito lingüístico específico de su área de uso tradicional, mientras que el resto de los verbos son de formas del ámbito general catalán, es decir, se utilizan en dos o más áreas de uso tradicional.

## Conjugaciones
| Modelo I | Modelo II | Modelo II | Modelo IIIa | Modelo IIIa | Modelo IIIb |
| --- | --- | --- | --- | --- | --- |
| Infinitivo | | | | | |
| cantar | perdre | témer | patir | trair | dormir |
| Gerundio | | | | | |
| cantant | perdent | tement | patint | traint | dormint |
| Participio | | | | | |
| cantat, cantada cantats, cantades | perdut, perduda perduts, perdudes | temut, temuda temuts, temudes | patit, patida patits, patides | traït, traïda traïts, traïdes | dormit, dormida dormits, dormides |
| Indicativo | | | | | |
| Present | | | | | |
| - cant-oC,N, canteV, cantB, cantiR ² - cant-es - cant-a - cant-em, cantamB - cant-eu, cantauB - cant-en | - perd-o, perdB,V - perd-s - perd- - perd-em - perd-eu - perd-en | - tem-o, temB,V, temiR - tem-s - tem- - tem-em - tem-eu - tem-en | - pat-eixoC, patixoN, patiscV, patescB,VF, pateixiR ³ - pat-eixes, patixesN,V - pat-eix, patixN,V - pat-im - pat-iu - pat-eixen, patixenN,V                                                                                         | - tra-eixoC, traïxoN, traïscV, traescB,VF, traeixiR - tra-eixes, traïxesN,V - tra-eix, traïxN,V - tra-ïm - tra-ïu - tra-eixen, traïxenN,V                                                                                           | - dorm-o, dormB,V, dormiR - dorm-s - dorm- - dorm-im - dorm-iu - dorm-en |
| Perfet | | | | | |
| - he cantat - has cantat - ha cantat - hem/havem cantat - heu/haveu cantat - han cantat | - he perdut - has perdut - ha perdut - hem/havem perdut - heu/haveu perdut - han perdut | - ho temut MOHA - has temut - ha temut - hem/havem temut - heu/haveu temut - han temut | - ho patit - has patit - ha patit - hem/havem patit - heu/haveu patit - han patit | - he traït - has traït - ha traït - hem/havem traït - heu/haveu traït - han traït | - he dormit - has dormit - ha dormit - hem/havem dormit - heu/haveu dormit - han dormit |
| Imperfet | | | | | |
| - cant-ava - cant-aves - cant-ava - cant-àvem - cant-àveu - cant-aven | - perd-ia - perd-ies - perd-ia - perd-íem - perd-íeu - perd-ien | - tem-ia - tem-ies - tem-ia - tem-íem - tem-íeu - tem-ien | - pat-ia - pat-ies - pat-ia - pat-íem - pat-íeu - pat-ien | - tra-ïa - tra-ïes - tra-ïa - tra-íem - tra-íeu - tra-ïen | - dorm-ia - dorm-ies - dorm-ia - dorm-íem - dorm-íeu - dorm-ien |
| Plusquamperfet | | | | | |
| - havia cantat - havies cantat - havia cantat - havíem cantat - havíeu cantat - havien cantat | - havia perdut - havies perdut - havia perdut - havíem perdut - havíeu perdut - havien perdut | - havia temut - havies temut - havia temut - havíem temut - havíeu temut - havien temut | - havia patit - havies patit - havia patit - havíem patit - havíeu patit - havien patit | - havia traït - havies traït - havia traït - havíem traït - havíeu traït - havien traït | - havia dormit - havies dormit - havia dormit - havíem dormit - havíeu dormit - havien dormit |
| Passat (simple) | | | | | |
| - cant-í - cant-ares - cant-à - cant-àrem - cant-àreu - cant-aren | - perd-í - perd-eres - perd-é - perd-érem - perd-éreu - perd-eren | - tem-í - tem-eres - tem-é - tem-érem - tem-éreu - tem-eren | - pat-í - pat-ires - pat-í - pat-írem - pat-íreu - pat-iren | - tra-í - tra-ïres - tra-í - tra-írem - tra-íreu - tra-ïren | - dorm-í - dorm-ires - dorm-í - dorm-írem - dorm-íreu - dorm-iren |
| Passat anterior (s) | | | | | |
| - haguí cantat - hagueres cantat - hagué cantat - haguérem cantat - haguéreu cantat - hagueren cantat | - haguí perdut - hagueres perdut - hagué perdut - haguérem perdut - haguéreu perdut - hagueren perdut | - haguí temut - hagueres temut - hagué temut - haguérem temut - haguéreu temut - hagueren temut | - haguí patit - hagueres patit - hagué patit - haguérem patit - haguéreu patit - hagueren patit | - haguí traït - hagueres traït - hagué traït - haguérem traït - haguéreu traït - hagueren traït | - haguí dormit - hagueres dormit - hagué dormit - haguérem dormit - haguéreu dormit - hagueren dormit |
| Passat (perifràstic) | | | | | |
| - vaig cantar - vas/vares cantar - va cantar - vam/vàrem cantar - vau/vàreu cantar - van/varen cantar | - vaig perdre - vas/vares perdre - va perdre - vam/vàrem perdre - vau/vàreu perdre - van/varen perdre | - vaig témer - vas/vares témer - va témer - vam/vàrem témer - vau/vàreu témer - van/varen témer | - vaig patir - vas/vares patir - va patir - vam/vàrem patir - vau/vàreu patir - van/varen patir | - vaig trair - vas/vares trair - va trair - vam/vàrem trair - vau/vàreu trair - van/varen trair | - vaig dormir - vas/vares dormir - va dormir - vam/vàrem dormir - vau/vàreu dormir - van/varen dormir |
| Passat anterior (p) | | | | | |
| - vaig haver cantat - vas/vares haver cantat - va haver cantat - vam/vàrem haver cantat - vau/vàreu haver cantat - van/varen haver cantat | - vaig haver perdut - vas/vares haver perdut - va haver perdut - vam/vàrem haver perdut - vau/vàreu haver perdut - van/varen haver perdut                                                                     | - vaig haver temut - vas/vares haver temut - va haver temut - vam/vàrem haver temut - vau/vàreu haver temut - van/varen haver temut                                                                     | - vaig haver patit - vas/vares haver patit - va haver patit - vam/vàrem haver patit - vau/vàreu haver patit - van/varen haver patit                                                                                                 | - vaig haver traït - vas/vares haver traït - va haver traït - vam/vàrem haver traït - vau/vàreu haver traït - van/varen haver traït                                                                                                 | - vaig haver dormit - vas/vares haver dormit - va haver dormit - vam/vàrem haver dormit - vau/vàreu haver dormit - van/varen haver dormit                                                                     |
| Futur | | | | | |
| - cantar-é - cantar-às - cantar-à - cantar-em - cantar-eu - cantar-an | - perdr-é - perdr-às - perdr-à - perdr-em - perdr-eu - perdr-an | - temer-é - temer-às - temer-à - temer-em - temer-eu - temer-an | - patir-é - patir-às - patir-à - patir-em - patir-eu - patir-an | - trair-é - trair-às - trair-à - trair-em - trair-eu - trair-an | - dormir-é - dormir-às - dormir-à - dormir-em - dormir-eu - dormir-an |
| Futur perfet | | | | | |
| - hauré cantat - hauràs cantat - haurà cantat - haurem cantat - haureu cantat - hauran cantat | - hauré perdut - hauràs perdut - haurà perdut - haurem perdut - haureu perdut - hauran perdut | - hauré temut - hauràs temut - haurà temut - haurem temut - haureu temut - hauran temut | - hauré patit - hauràs patit - haurà patit - haurem patit - haureu patit - hauran patit | - hauré traït - hauràs traït - haurà traït - haurem traït - haureu traït - hauran traït | - hauré dormit - hauràs dormit - haurà dormit - haurem dormit - haureu dormit - hauran dormit |
| Condicional | | | | | |
| - cantar-ia - cantar-ies - cantar-ia - cantar-íem - cantar-íeu - cantar-ien | - perdr-ia 4 - perdr-ies - perdr-ia - perdr-íem - perdr-íeu - perdr-ien | - temer-ia - temer-ies - temer-ia - temer-íem - temer-íeu - temer-ien | - patir-ia - patir-ies - patir-ia - patir-íem - patir-íeu - patir-ien | - trair-ia - trair-ies - trair-ia - trair-íem - trair-íeu - trair-ien | - dormir-ia - dormir-ies - dormir-ia - dormir-íem - dormir-íeu - dormir-ien |
| Condicional perfet | | | | | |
| - hauria/haguera cantat - hauries/hagueres cantat - hauria/haguera cantat - hauríem/haguérem cantat - hauríeu/haguéreu cantat - haurien/hagueren cantat | - hauria/haguera perdut - hauries/hagueres perdut - hauria/haguera perdut - hauríem/haguérem perdut - hauríeu/haguéreu perdut - haurien/hagueren perdut                                                       | - hauria/haguera temut - hauries/hagueres temut - hauria/haguera temut - hauríem/haguérem temut - hauríeu/haguéreu temut - haurien/hagueren temut                                                       | - hauria/haguera patit - hauries/hagueres patit - hauria/haguera patit - hauríem/haguérem patit - hauríeu/haguéreu patit - haurien/hagueren patit                                                                                   | - hauria/haguera traït - hauries/hagueres traït - hauria/haguera traït - hauríem/haguérem traït - hauríeu/haguéreu traït - haurien/hagueren traït                                                                                   | - hauria/haguera dormit - hauries/hagueres dormit - hauria/haguera dormit - hauríem/haguérem dormit - hauríeu/haguéreu dormit - haurien/hagueren dormit                                                       |
| Subjuntivo | | | | | |
| Presente | | | | | |
| - cant-i, cante - cant-is, cantes - cant-i, cante - cant-em - cant-eu - cant-in, canten | - perd-i, perda - perd-is, perdes - perd-i, perda - perd-em - perd-eu - perd-in, perden | - tem-i, tema - tem-is, temes - tem-i, tema - tem-em - tem-eu - tem-in, temen | - pat-eixi, patisca, patescaVF,B, patesquiB - pat-eixis, patisques, patesquesVF,B, patesquisB - pat-eixi, patisca, patescaVF,B, patesquiB - pat-im, patiguemB - pat-iu, patigueuB - pat-eixin, patisquen, patesquenVF,B, patesquinB | - tra-eixi, traïsca, traescaVF,B, traesquiB - tra-eixis, traïsques, traesquesVF,B, traesquisB - tra-eixi, traïsca, traescaVF,B, traesquiB - tra-ïm, traïguemB - tra-ïu, traïgueuB - tra-eixin, traïsquen, traesquenVF,B, traesquinB | - dorm-i, dorma - dorm-is, dormes - dorm-i, dorma - dorm-im, dormiguemB - dorm-iu, dormigueuB - dorm-in, dormen                                                                                               |
| Pretérito imperfecto | | | | | |
| - cant-és, cantaraV, cantàsB,VF - cant-essis, cantesses, cantaresV, cantassesB,VF, cantassisB, - cant-és, cantaraV, cantàsB,VF - cant-éssim, cantéssem, cantàremV, cantàssemB,VF, cantàssimB - cant-éssiu, cantésseu, cantàreuV, cantàsseuB,VF, cantàssiuB - cant-essin, cantessen, cantarenV, cantassenB,VF, cantassinB | - perd-és, perderaV - perd-essis, perdesses perderesV - perd-és, perderaV - perd-éssim, perdéssem, perdéremV - perd-éssiu, perdésseu, perdéreuV - perd-essin, perdessen, perderenV                            | - tem-és, temeraV - tem-essis, temesses, temeresV - tem-és, temeraV - tem-éssim, teméssem, teméremV - tem-éssiu, temésseu, teméreuV - tem-essin, teméssen temerenV                                      | - pat-ís, patiraV - pat-issis, patisses, patiresV - pat-ís, patiraV - pat-íssim, patíssem, patíremV - pat-íssiu, patísseu, patíreuV - pat-issin, patisen, patirenV                                                                  | - tra-ís, traïraV - tra-ïssis, traïsses, traïresV - tra-ís, traïraV - tra-íssim, traíssem, traíremV - tra-íssiu, traísseu, traíreuV - tra-ïssin, traïssen, traïrenV                                                                 | - dorm-ís, dormiraV - dorm-issis, dormisses, dormiresV - dorm-ís, dormiraV - dorm-íssim, dormíssem, dormíremV, - dorm-íssiu, dormísseu, dormíreuV - dorm-issin, dormísseu, dormirenV                          |
| Perfecto | | | | | |
| - Hagi/haja cantat - hagis/hages cantat - hagi/haja cantat - hàgim/hàguem cantat - hàgiu/hàgueu cantat - hàgin/haguen cantat | - Hagi/haja perdut - hagis/hages perdut - hagi/haja perdut - hàgim/hàguem perdut - hàgiu/hàgueu perdut - hàgin/haguen perdut                                                                                  | - Hagi/haja temut - hagis/hages temut - hagi/haja temut - hàgim/hàguem temut - hàgiu/hàgueu temut - hàgin/haguen temut                                                                                  | - Hagi/haja patit - hagis/hages patit - hagi/haja patit - hàgim/hàguem patit - hàgiu/hàgueu patit - hàgin/haguen patit | - Hagi/haja traït - hagis/hages traït - hagi/haja traït - hàgim/hàguem traït - hàgiu/hàgueu traït - hàgin/haguen traït | - Hagi/haja dormit - hagis/hages dormit - hagi/haja dormit - hàgim/hàguem dormit - hàgiu/hàgueu dormit - hagin/haguen dormit                                                                                  |
| Pluscuamperfecto | | | | | |
| - Hagués/hagueraV cantat - Haguessis/haguesses/hagueresV cantat - Hagués/hagueraV cantat - Haguéssim/haguéssem/haguéremV cantat - Haguéssiu/haguésseu/haguéreuV cantat - Haguessin/haguessen/haguerenV cantat | - Hagués/hagueraV perdut - Haguessis/haguesses/hagueresV perdut - Hagués/hagueraV perdut - Haguéssim/haguéssem/haguéremV perdut - Haguéssiu/haguésseu/haguéreuV perdut - Haguessin/haguessen/haguerenV perdut | - Hagués/hagueraV temut - Haguessis/haguesses/hagueresV temut - Hagués/hagueraV temut - Haguéssim/haguéssem/haguéremV temut - Haguéssiu/haguésseu/haguéreuV temut - Haguessin/haguessen/haguerenV temut | - Hagués/hagueraV patit - Haguessis/haguesses/hagueresV patit - Hagués/hagueraV patit - Haguéssim/haguéssem/haguéremV patit - Haguéssiu/haguésseu/haguéreuV patit - Haguessin/haguessen/haguerenV patit                             | - Hagués/hagueraV traït - Haguessis/haguesses/hagueresV traït - Hagués/hagueraV traït - Haguéssim/haguéssem/haguéremV traït - Haguéssiu/haguésseu/haguéreuV traït - Haguessin/haguessen/haguerenV traït                             | - Hagués/hagueraV dormit - Haguessis/haguesses/hagueresV dormit - Hagués/hagueraV dormit - Haguéssim/haguéssem/haguéremV dormit - Haguéssiu/haguésseu/haguéreuV dormit - Haguessin/haguessen/haguerenV dormit |
| Imperativo | | | | | |
| - cant-a - cant-i, cante - cant-em - cant-eu, cantauB - cant-in, canten | - perd- - perd-i, perda - perd-em - perd-eu - perd-in, perden | - tem- - tem-i, tema - tem-em - tem-eu - tem-in, temen | - pat-eix, patix - pat-eixi, patisca, patescaVF,B, patesquiB - pat-im, patiguem - pat-iu - pat-eixin, patisquen, patesquenVF,B, patesquinB                                                                                          | - tra-eix, traïx - tra-eixi, traïsca, traescaVF,B, traesquiB - tra-ïm, traïguemB - tra-ïu - tra-eixin, traïsquen, traesquenVF,B, traesquinB                                                                                         | - dorm- - dorm-i, dorma - dorm-im, dormiguem - dorm-iu - dorm-in, dormien |